# Fleur de tofu
Le douhua (chinois : 豆花) est la forme courte de doufuhua (豆腐花, dòufuhuā, « fleur de tofu »). Il est également appelé en chinois doufunao (豆腐脑 / 豆腐腦, dòufunǎo, « cervelle de tofu »). Il porte parfois le nom de fromage de soja dans le commerce. Il s'agit d'un encas chinois préparé à partir de tofu très mou. Il ne faut pas le confondre avec le tofu soyeux qui est un peu plus ferme.

## Histoire
On pense que le tofu, ou doufu (chinois : 豆腐, dòufu), est originaire de la Chine antique, apparu durant la dynastie des Hans occidentaux. Les Chinois ont créé de nombreux plats à base de tofu et les ont enrichis en suivant leurs goûts. Il existe notamment le mapo doufu, le tofu puant, le tofu fermenté et de la fleur de tofu dont la coagulation n'est pas complète, etc..

## Dans le monde

### Cuisine du nord de la Chine

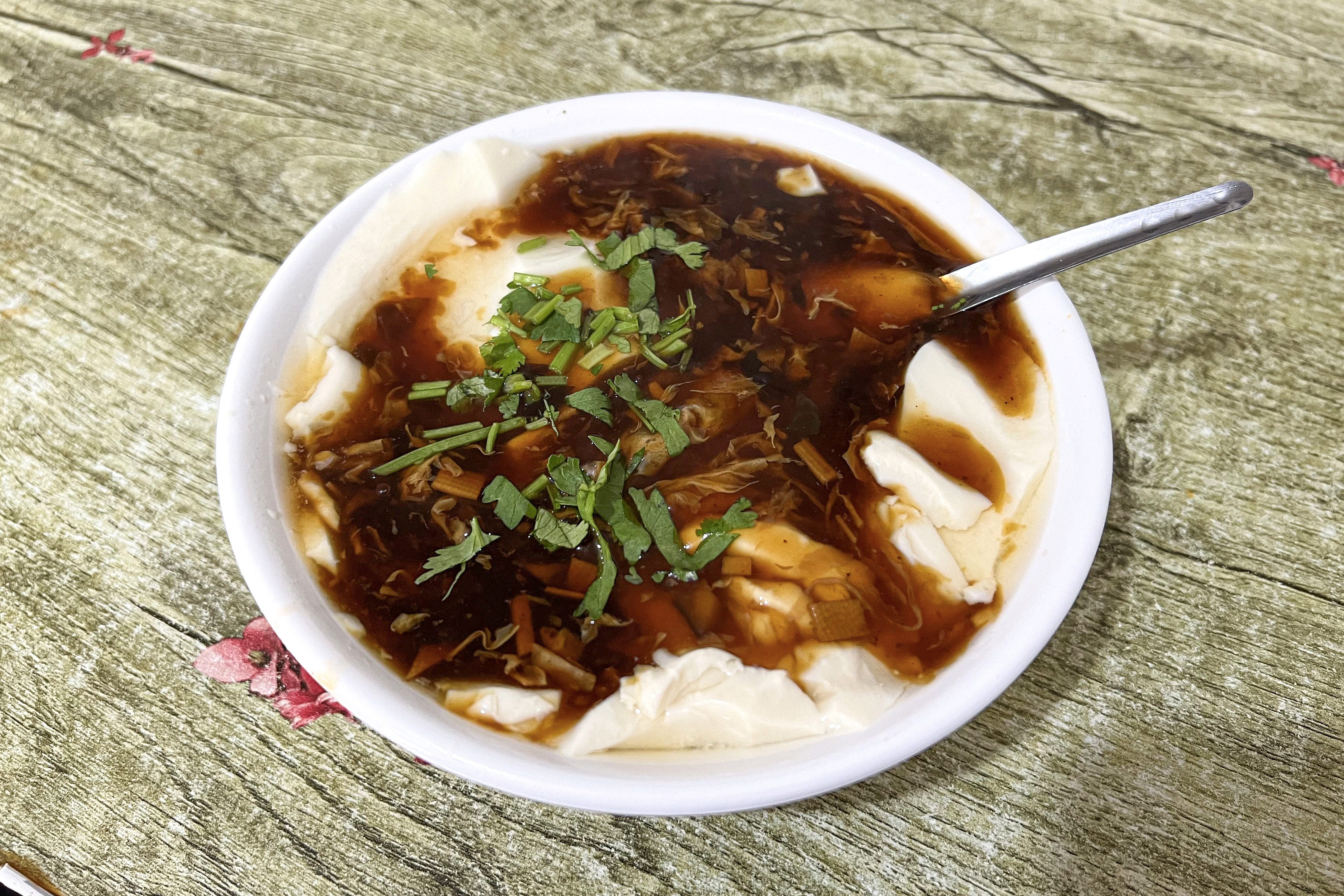
Un bol de doufunaoà Pékin

En Chine du Nord, le douhua est souvent consommé avec de la sauce soja, il a donc une saveur salée. Les Chinois du Nord l'appellent doufunao (豆腐脑, dòufunǎo), littéralement « cerveau de tofu » (souvent raccourci en 豆脑, dòunǎo). Les habitants de Pékin mangent habituellement du doufunao au petit déjeuner avec des œufs et des you tiao (des bâtonnets de pâte frite originaires de la province du Guangdong). On trouve du doufunao sur des stands pour le petit déjeuner le long des routes. Après la matinée, il devient difficile d'en trouver hors d'un restaurant.

### Cuisine sichuanaise
Au Sichuan, le douhua est souvent servi sans sucre. Il est alors vendu par des porteurs ou des vendeurs à bicyclette, et accompagné d'un certain nombre de condiments tels que de l'huile pimentée, de la sauce soja, du poivre du Sichuan, de la ciboule de Chine, des noix et il est aussi parfois mangé avec du riz.

### Cuisine du Hubei
Le douhua est servi avec du sucre dans le Hubei. On l'appelle soit doufunao (豆腐脑, dòufunǎo) ou doufuhua (豆腐花, dòufuhuā).

### Cuisine taïwanaise

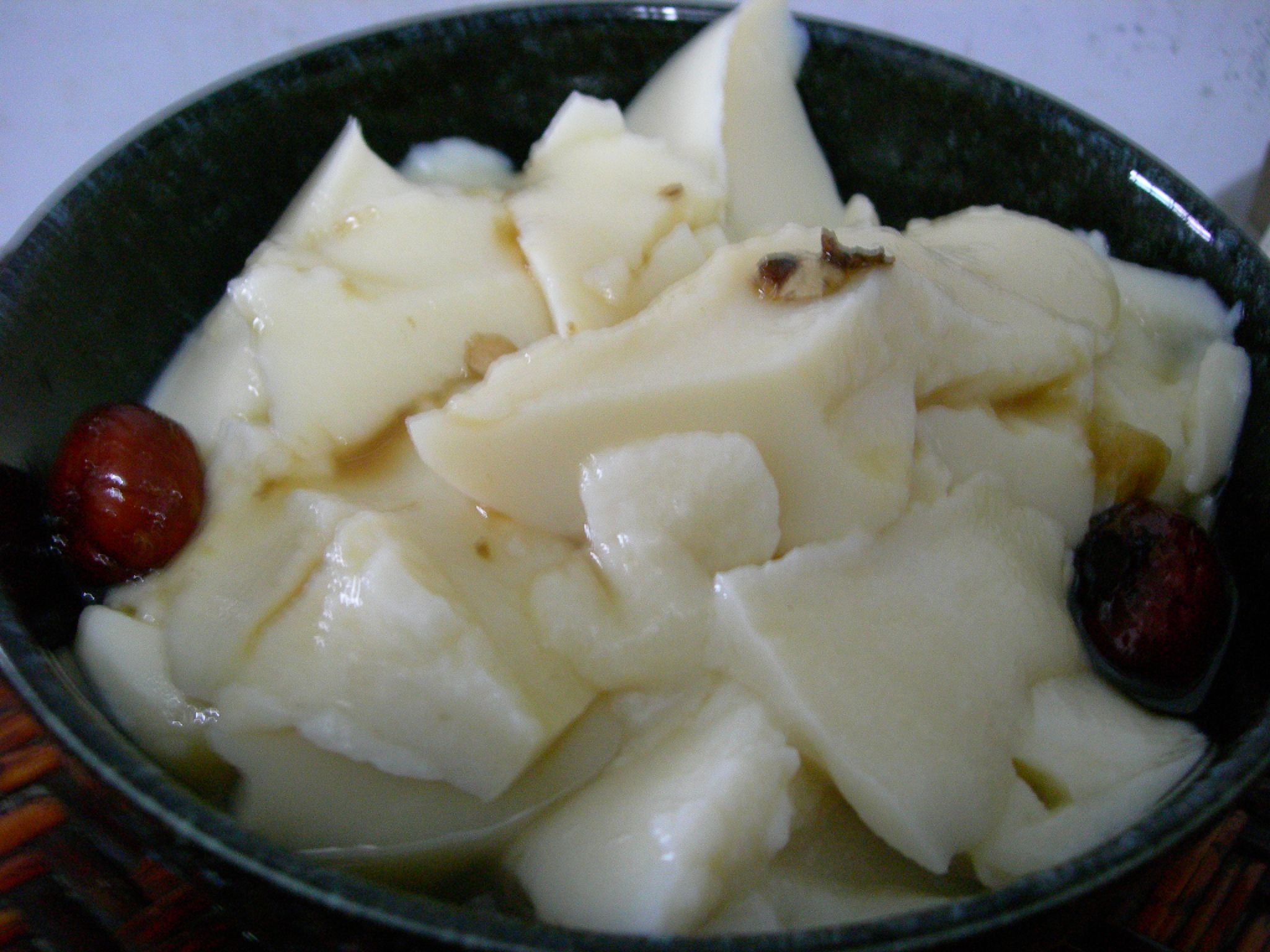
Du douhua dans un sirop de gingembre à Taïwan.

Dans la cuisine taïwanaise, le douhua est servi avec des ingrédients sucrés tels que des cacahuètes cuites, des haricots azuki, du gruau d'avoine, du tapioca, des haricots mungo et un sirop parfumé au gingembre ou aux amandes. Durant l'été, le douhua est servi avec de la glace pilée ; en hiver, il est servi chaud.

### Cuisine cantonaise

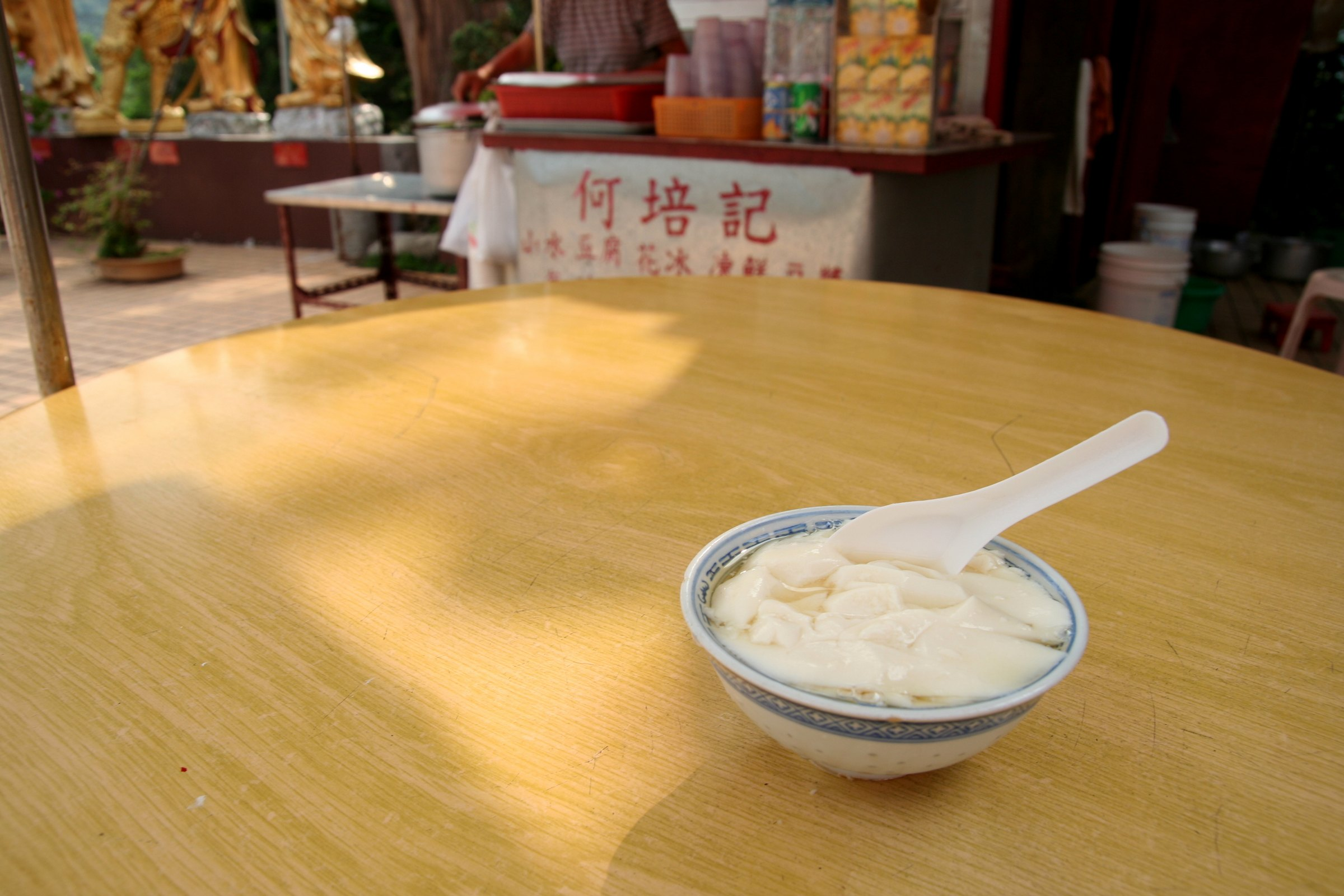
Un bol de douhua au monastère des Dix Mille Bouddhas à Sha Tin (Hong Kong).

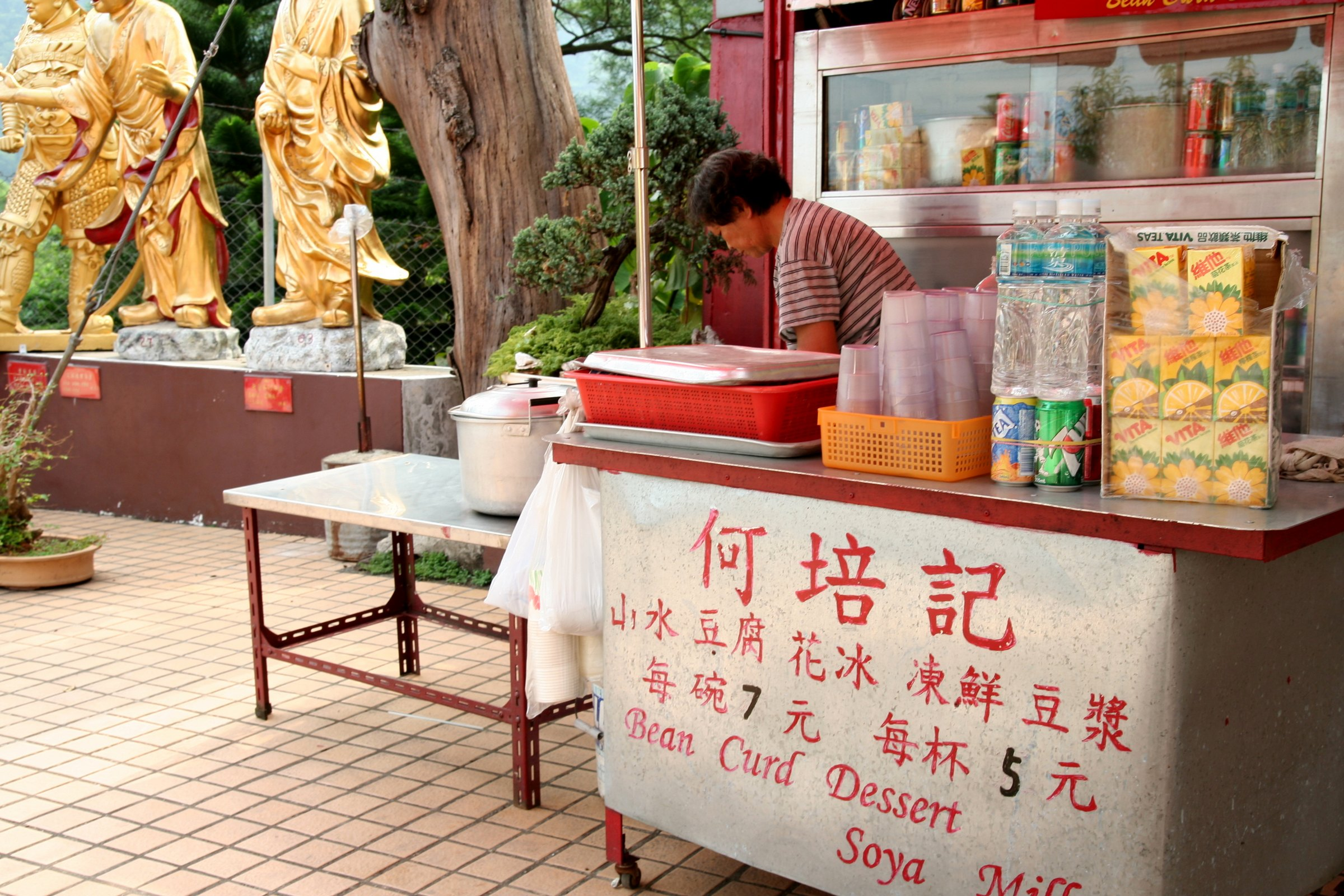
Un stand de douhua au monastère des Dix Mille Bouddhas à Sha Tin (Hong Kong).

Dans la cuisine cantonaise, il est servi avec du sirop de gingembre sucré ou un simple sirop. Il est parfois mélangé avec de la pâte de soja noir, et parfois avec du lait de coco. Traditionnellement, il est préparé dans un seau en bois ; il est vendu sous le nom de « fleur de tofu dans un seau en bois » (木桶豆腐花) en tant qu'élément de la cuisine dimsum.

### Cuisine malaisienne et singapourienne

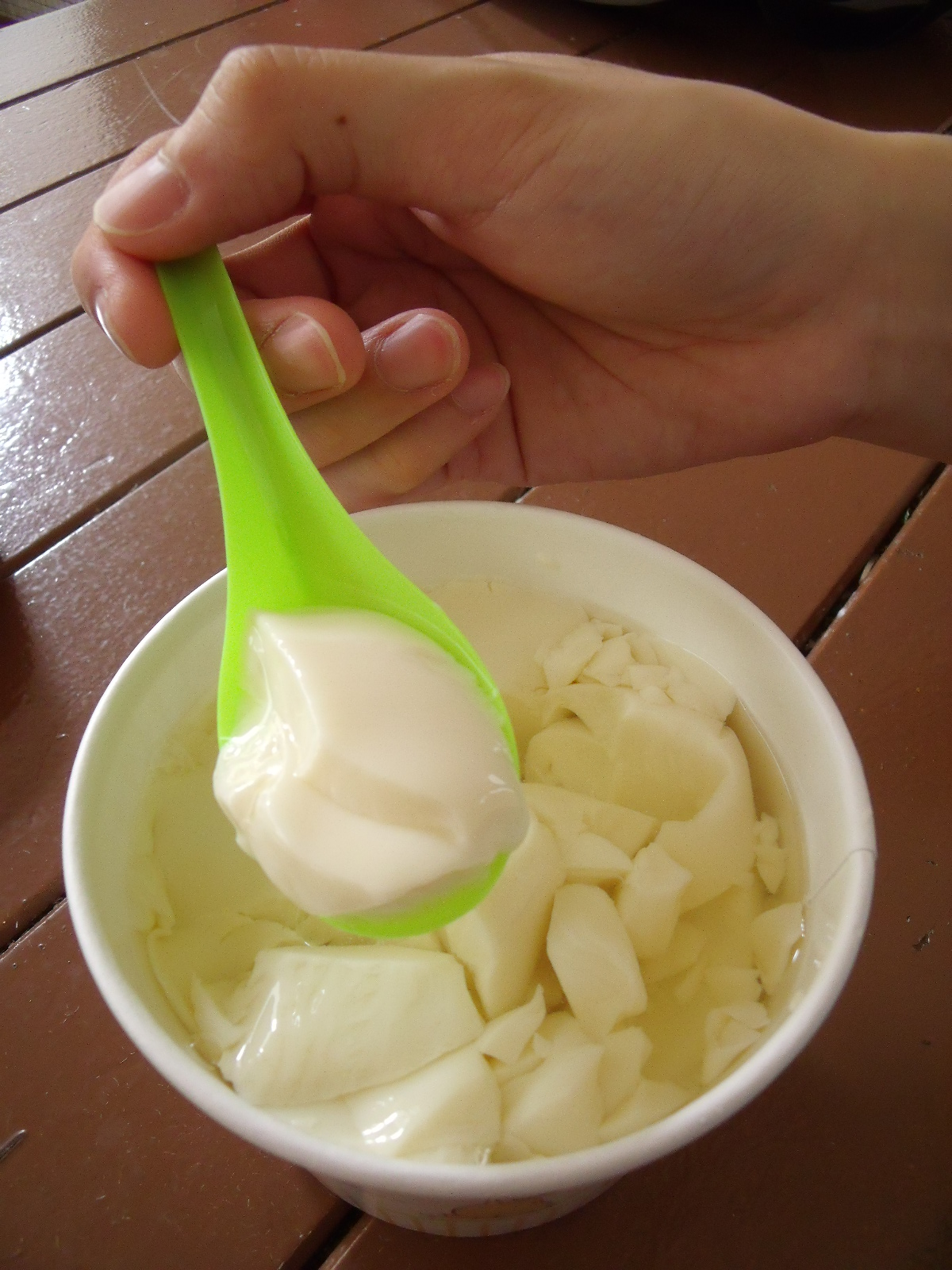
Douhua dans un sirop de sucre vendu à West Coast (Singapour).

À Singapour et en Malaisie, il est connu sous les noms tau hua ou tau huay en dialecte minnan, ou sous son nom cantonais (tau fu fa), la version cantonaise de ce plat étant plus courante en Malaisie. À Penang, le terme courant est tau hua à cause des racines hokkien du dialecte local chinois.
Il est habituellement servi, soit dans un sirop de sucre où flottent des graines de ginkgo, soit avec un sirop de sucre parfumé avec des feuilles de pandan.

### Cuisine philippine
Aux Philippines, du tofu soyeux frais est servi dans du sirop. On le connait sous le nom de taho et il est vendu sur des stands le matin devant les églises ou au porte-à-porte.

### Cuisine indonésienne

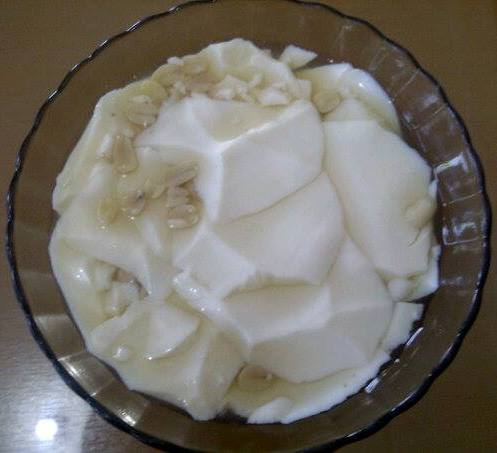
Tahwa, la version indonésienne du douhua avec du sirop de gingembre et des cacahuètes.

En Indonésie, il est connu sous le nom kembang tahu (fleur de tofu). À Java, on l'appelle tahwa, mot qui dérive du nom minnan tau hwe, ou encore wedang tahu, où wedang signifie « eau chaude au gingembre » et il est vendu sur des stands. Il est servi chaud ou froid avec du sirop de sucre de palme parfumé avec des feuilles de pandan et du gingembre.
Les vendeurs en proposent le matin à bord de leur bicyclette. Ils le vendent dans un sirop de sucre au gingembre et y ajoutent une ou deux cuillères de lait de coco. Les clients demandent parfois des cacahuètes cuites et de la pâte de haricot mungo. Parfois, il n'est servi qu'avec une sauce de cacahuètes (kuah kacang) et des cakwe. 

### Cuisine thaï
En Thaïlande, il est connu sous son nom minnan taohuai (เต้าฮวย). Généralement, il est servi froid avec du lait et une salade de fruits sous le nom taohuai nom sot (เต้าฮวยนมสด, littéralement « douhua dans du lait frais ») ou taohuai fruit salad (เต้าฮวยฟรุตสลัด). Il est aussi servi avec un sirop de gingembre chaud, sous le nom taohuai nam khing (เต้าฮวยน้ำขิง).

### Cuisine vietnamienne
Au Viêt Nam, il est appelé tàu hủ nước đường, tàu hủ hoa ou tào phớ, đậu hủ, tàu hủ. Il existe trois variantes correspondant aux trois parties du Vietnam :
- nord du Viêt Nam : il est servi avec du sucre et des graines de chia. On le consomme chaud en hiver et froid en été ;
- centre du Viêt Nam : il est préparé avec du gingembre épicé et du sucre y est ajouté. Les morceaux de douhua sont tellement mous qu'ils ne gardent pas leur forme.
- sud du Viêt Nam : il est servi chaud, parfois avec du lait de coco. Le gingembre n'est pas systématique. Les morceaux de douhua sont plus fermes que dans le nord et le centre du Viêt Nam.

### En Amérique du Nord
Ce dessert est aussi vendu en pot dans les rayons des supermarchés asiatiques en Amérique du Nord.